# François Nicolas Guy Napoléon Faverot de Kerbrech
 (octobre 2008).
Si vous disposez d'ouvrages ou d'articles de référence ou si vous connaissez des sites web de qualité traitant du thème abordé ici, merci de compléter l'article en donnant les références utiles à sa vérifiabilité et en les liant à la section « Notes et références ».
François Nicolas Guy Napoléon Faverot de Kerbrech, baron, né le 24 février 1837 à Caudan dans le Morbihan, mort le 21 décembre 1905, fut officier de cavalerie, écuyer de l'empereur Napoléon III et inspecteur général permanent des Remontes.

## Biographie
Ce fut l'un des élèves de François Baucher, dont il exposa la deuxième manière dans son « dressage méthodique », ainsi qu'un admirateur inconditionnel du général Alexis L'Hotte.
Il sera l’instructeur notamment d’Étienne Beudant.

## Distinctions
- Grand officier de la Légion d'honneur (11 juillet 1902)[2]
- Officier d'académie
- Médaille commémorative de la campagne d'Italie (1859)
- Commandeur de l'ordre de la Couronne d'Italie
- Chevalier de l'ordre des Saints-Maurice-et-Lazare
- Ordre de Sainte-Anne
- Ordre du Médjidié

## Publications
- 1885 : Mémoire sur les chevaux de l’Amérique du Nord - États-Unis - Canada  - Montréal, Imprimerie Générale, 45 place Jacques-Cartier
- 1891 : Dressage méthodique du cheval de selle, d’après les derniers enseignements de F. Baucher recueillis par un de ses élèves, avec portait et vignettes  - Paris, J. Rotschild Éditeur, 13, rue des Saints-Pères
- 1903 : L’Art de conduire et d’atteler: autrefois, aujourd’hui.
- 1905 : Mes souvenirs. La guerre contre l’Allemagne (1870-1871)
- 1907 : Dressage du cheval de dehors, conseils donnés aux membres de l’Étrier (recueil posthume par le général de Lagarenne).
- Traduction par Michael Fletcher, pour les ouvrages de référence sur la « deuxième manière de Baucher », celui de 1891 Methodical Dressage of the Saddle Horse suivi de celui de 1907 Dressage of the Outdoor Horse, via Xénophon Press

New English translation of Faverot's 'Methodical Dressage of the Saddle Horse after the last teachings of Francois Baucher' available from Xenophon Press